# Municipio de Beaver (Dakota del Norte)
El municipio de Beaver (en inglés: Beaver Township) es un municipio ubicado en el condado de Benson en el estado estadounidense de Dakota del Norte. En el año 2010 tenía una población de 25 habitantes y una densidad poblacional de 0,27 personas por km².

## Geografía
El municipio de Beaver se encuentra ubicado en las coordenadas 48°14′21″N 99°31′13″O / 48.23917, -99.52028. Según la Oficina del Censo de los Estados Unidos, el municipio tiene una superficie total de 92.7 km², de la cual 85,28 km² corresponden a tierra firme y (8 %) 7.42 km² es agua.

## Demografía
Según el censo de 2010, había 25 personas residiendo en el municipio de Beaver. La densidad de población era de 0,27 hab./km². De los 25 habitantes, el municipio de Beaver estaba compuesto por el 100 % blancos. Del total de la población el 0 % eran hispanos o latinos de cualquier raza.